# La Toya Jackson
La Toya Yvonne Jackson (født 29. maj 1956 i Gary, Indiana) er en amerikansk sangerinde, skuespiller og forfatter. Hun er datter af Joseph og Katherine Jackson og søster til Rebbie, Jackie, Tito, Jermaine, Marlon, Brandon, Michael, Randy og Janet Jackson. Sammen med Michael og en masse andre amerikanske kunstnere har hun sunget sangen We Are the World i forbindelse med indsamlingsfonden USA for Afrika.